# Kacper
Kacper, Kasper, Kaspar, Gaspar – imię męskie pochodzenia perskiego, oboczności powstałe jako przekształcenie imienia Kasper, pochodzącego od perskiego ganzabara („strażnik skarbca”) od *ganzah (“skarb”) + *barah (“brzemię”), od praindoeuropejskiego *bʰer- („brać”).
Według tradycji imię jednego z trzech mędrców (królów, magów) z Nowego Testamentu. W Polsce imię to jest używane od połowy XIV wieku.
Kacper imieniny obchodzi 6 stycznia.
W 2022 imię to w wariancie Kacper nosiło 221892 obywateli Rzeczypospolitej Polskiej (29. miejsce w grupie imion męskich), natomiast wariant Kasper 2084 (281. miejsce).
Wedle danych PESEL według stanu na 19 stycznia 2024 roku imię Kacper nosi w Polsce 228 002 mężczyzn. Wariant Kasper zaś 2180.

## Odpowiedniki w innych językach
- łacina – Caspar, Gasparus,
- język angielski – Jaspar, Caspar, Jasper, Casper, Gaspar, Kasper
- język czeski – Kašpar
- język duński –  Casper, Casparine, Jesper, Jaspar, Jespare, Kasper
- język fiński – Kaspar, Kasperi
- język francuski – Gaspard
- język górnołużycki – Kaspar
- język kaszubski – Kasper
- język portugalski – Gaspar
- język hiszpański – Gaspar/Casper, Gasparo
- język litewski – Kasparas, Gasparas

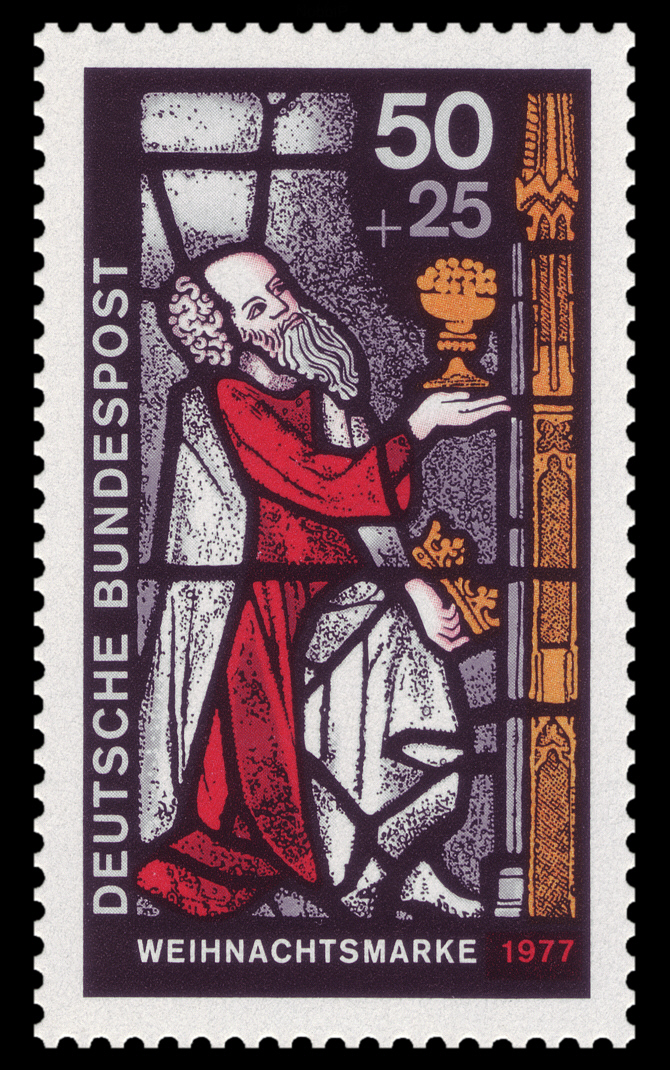
Kacper (Gaspar) – jeden z biblijnych magów

- język łotewski – Gaspars, Kaspars
- język niderlandzki – Jasper
- język niemiecki – Caspar, Kaspar
- język perski – Gathaspar
- język słoweński – Gašper
- język węgierski – Gáspár
- język wilamowski – Kaospela
- język włoski – Gaspare

## Znane osoby noszące imię Kacper
- Kacper – jeden z biblijnych mędrców (wspomnienie 6 stycznia w uroczystość Objawienia Pańskiego tzw. Trzech Króli)
- św. Kasper Bertoni – włoski prezbiter, święty Kościoła katolickiego
- św. Kasper del Bufalo – włoski prezbiter, zakonnik, założyciel Misjonarzy Krwi Chrystusa, święty Kościoła katolickiego
- bł. Kasper Klaudiusz Maignien – błogosławiony Kościoła katolickiego

- Caspar Abel – niemiecki teolog, historyk i poeta
- Caspar Bartholin młodszy – duński anatom
- Caspar Bartholin starszy – polihistor, duński naukowiec
- Kasper Borowski – biskup łucko-żytomierski, profesor
- Kasper Bøgelund – duński piłkarz
- Kasper Brzostowicz – polski nauczyciel
- Caspar Castner – niemiecki jezuita, matematyk i kartograf
- Kacper Kazimierz Cieciszowski – arcybiskup mohylewski
- Kasper Cięglewicz – powstaniec listopadowy, poeta
- Kasper Działyński – sekretarz królewski, biskup chełmiński
- Kasper Drużbicki – polski jezuita
- Kasper Elyan – pierwszy drukarz polski
- Gaspard-Théodore-Ignace de la Fontaine – luksemburski polityk i prawnik
- Caspar David Friedrich – niemiecki malarz
- Gaspar da Gama – urodzony w Poznaniu słynny podróżnik (tłumacz i doradca Vasco da Gamy)
- Gaspar de Guzmán, hrabia Olivares - pierwszy minister króla Hiszpanii Filipa IV
- Kasper Goski – polski lekarz, astrolog
- Kacper Grazziani – hospodar Mołdawii, książę Naksos
- Kasper Hämäläinen – fiński piłkarz, uprawiał lekkoatletykę, był biegaczem średniodystansowym
- Kaspar Hauser
- Kacper Kaczor – polski judoka
- Kasper Karliński – starosta olsztyński
- Kacper Kobyliński – ksiądz, społecznik
- Kasper Kochanowski – podstarości radomski pisarz ziemski sandomierski, starszy brat Jana
- Kacper Kozłowski – polski piłkarz
- Kacper Kuszewski – polski aktor
- Kasper Kurcz – malarz
- Kasper Lubomirski – rosyjski generał, poseł
- Kacper Miaskowski – pułkownik wojsk Księstwa Warszawskiego
- Kasper Miaskowski – polski poeta
- Caspar Memering – niemiecki piłkarz
- Caspar Neumann – niemiecki uczony i duchowny
- Kasper Niesiecki – heraldyk polski, jezuita
- Kasper Otwinowski – burgrabia krakowski
- Kasper Pfeifer – polski poeta
- Kasper Pochwalski – polski malarz, konserwator zabytków
- Kasper Schmeichel – duński piłkarz
- Kasper Siemek – pisarz polityczny
- Kacper Sztuka  – polski kierowca wyścigowy
- Gaspare Spontini – włoski kompozytor i dyrygent
- Kaspar Stanggassinger – niemiecki redemptorysta, błogosławiony
- Kasper Straube – pierwszy drukarz krakowski
- Kasper Tochman – polski prawnik
- Kasper Twardowski – polski poeta obyczajowy, religijny
- Kacper Vaz – japoński męczennik, błogosławiony
- Kasper Weigel – polski geodeta, profesor i rektor Politechniki Lwowskiej
- Caspar Weinberger – amerykański polityk, sekretarz obrony Stanów Zjednoczonych w administracji prezydenta Ronalda Reagana
- Kasper Wojnar – polski legionista, działacz niepodległościowy
- Kasper Żelechowski – polski malarz, poeta
- Richard Caspar Sarafian – amerykański reżyser filmowy i telewizyjny; a także aktor, pisarz i scenarzysta filmowy.